# Marienkirche (Bern)

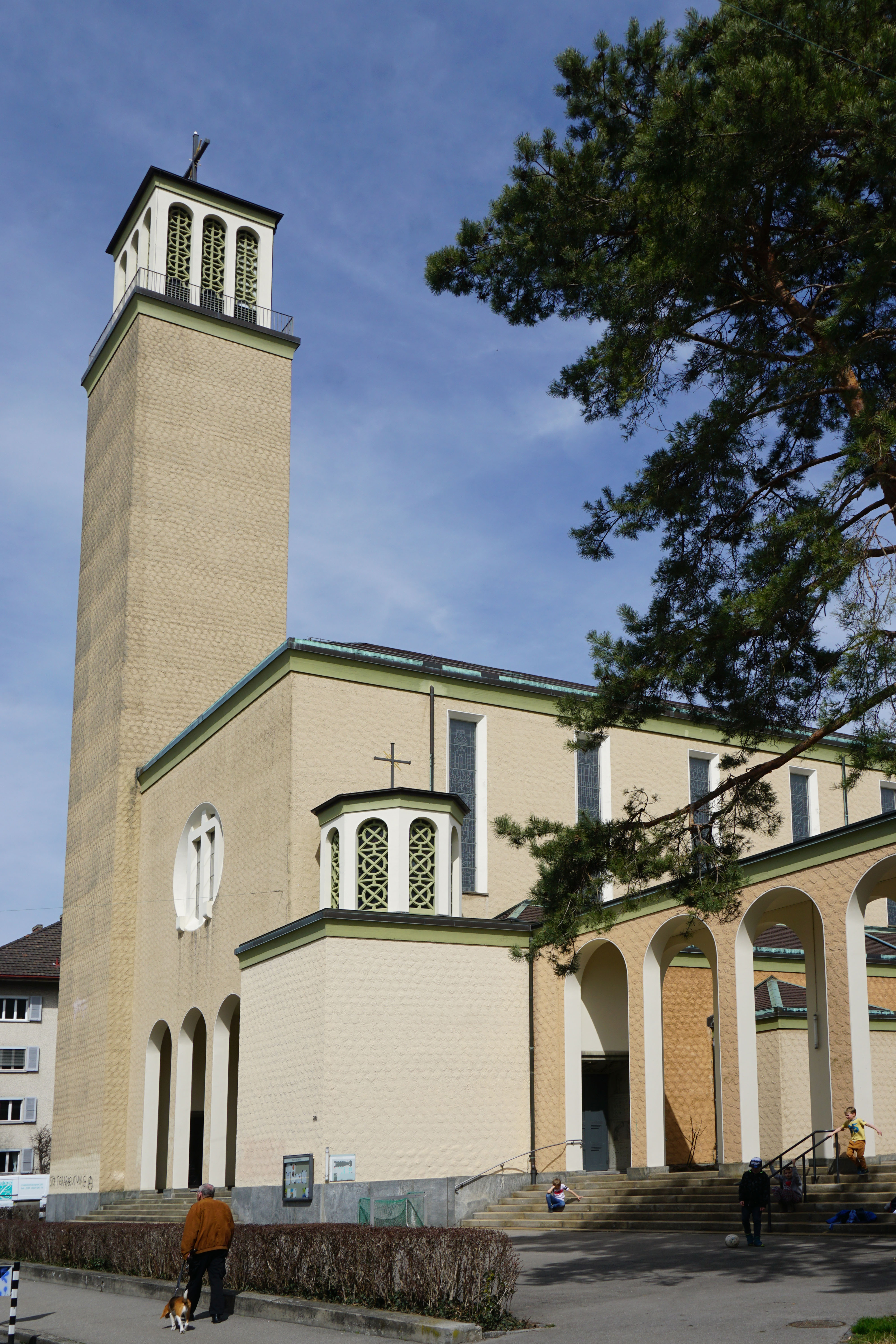
St.-Marien-Kirche Bern

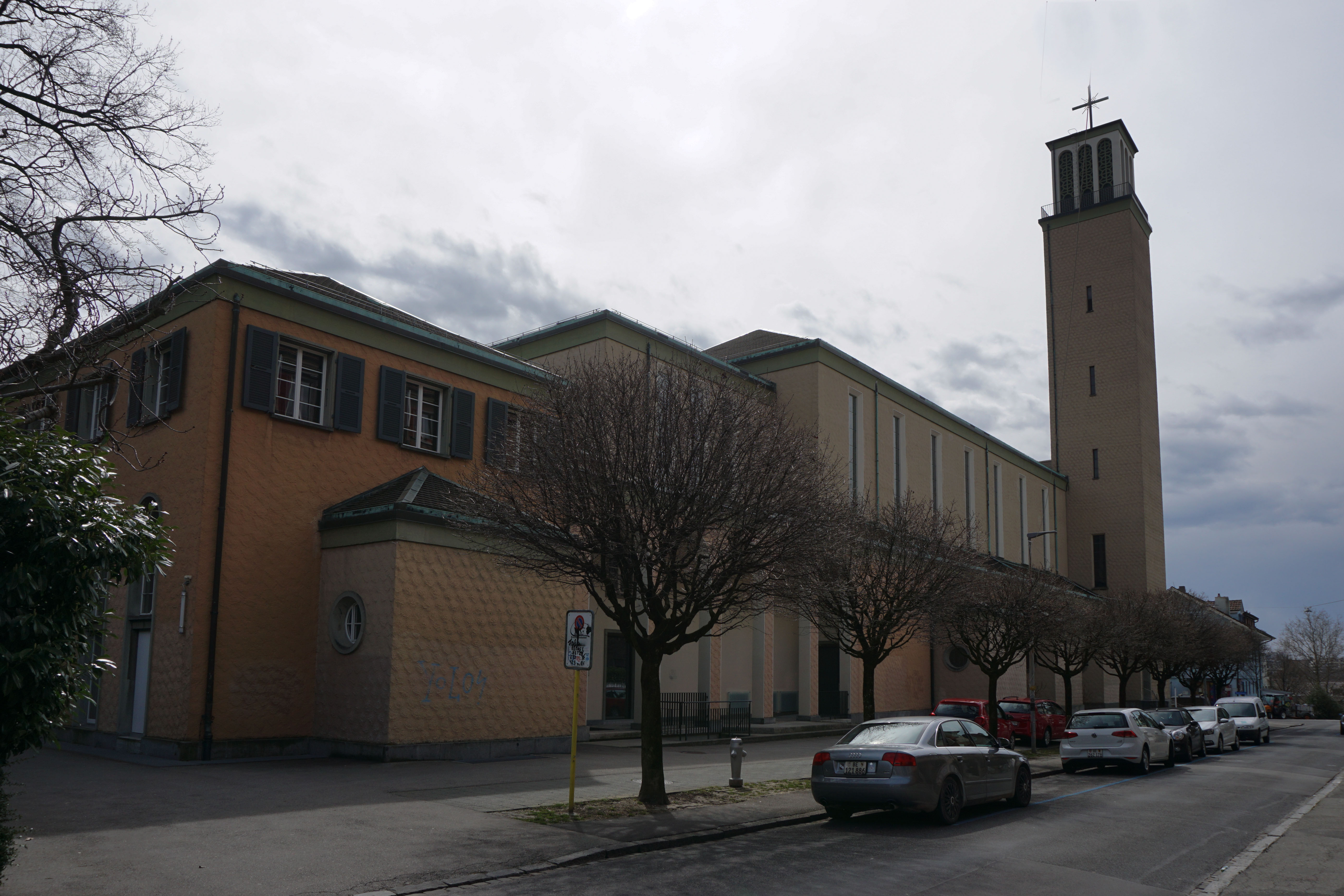
St. Marien Nordseite

Die Kirche St. Marien in Bern ist nach der Dreifaltigkeitskirche die zweite der nachreformatorischen römisch-katholischen Pfarrkirchen der Stadt in ursprünglichem Zustand. Sie wurde in Betonbauweise von Architekt Fernand Dumas (1892–1956) aus Romont in den Jahren 1931–1933 erstellt. Die Kirche ist in der Übergangsphase zum modernen Bauen der Schweiz entstanden.

## Geschichte und Pfarreistruktur
Für die stark angewachsene katholische Bevölkerung der Stadt genügte die zentral gelegene Dreifaltigkeitskirche bald nicht mehr. Bereits 1910 erwarb der Römisch-katholische Kultusverein in Bern auf Betreiben von Pfarrer Josef Emil Nünlist (1875–1952) die Hälfte des Bauplatzes an der Wylerstrasse für den beabsichtigten Bau einer Kirche im Breitenrainquartier. In den folgenden zwanzig Jahren sammelte Nünlist selbst erfolgreich im In- und Ausland Gelder für den Aufbau der katholischen Gemeinde Berns. Auf seinen «Betteltouren» bereiste er die Vereinigten Staaten, Südamerika und Australien; mit dem Ergebnis konnten diverse Bauprojekte und Liegenschaftskäufe verwirklicht werden. Als die Kirchenbaupläne der Katholiken im Breitenrain 1929 öffentlich wurden, erhob sich ein «Sturm der Entrüstung in den Medien über die Anmassung der Berner Katholiken, eine zweite Kirche bauen zu wollen». Die Einsprüche der Anwohner und des Quartierleists wurden gütlich beigelegt und ein Wettbewerb unter den vier Architekten: Arthur Betschon (1871–1932), Fernand Dumas, Adolf Gaudy und Josef Steiner ausgeschrieben. Aus den Eingaben entschied sich 1930 die eingesetzte Wettbewerbsjury, der unter anderen auch Karl Indermühle angehörte, für das Projekt des Freiburger Kirchenarchitekten Fernand Dumas. Am 31. März 1931 war die Grundsteinlegung und am 18. Dezember 1932 wurde, mit gleichzeitiger Gründung der Pfarrei St. Marien Bern, die noch unfertige Kirche eingesegnet. Am 17. Mai 1933 vollzog der Bischof von Basel, Joseph Ambühl, die Weihe der Kirche zu Ehren der Mutter Jesu Maria. Der erste Pfarrer war Ernst Simonett (1886–1981), der die Pfarrei bis 1944 leitete und dann auf Wunsch des Bischofs als Nachfolger von Pfarrer Nünlist zur Dreifaltigkeitskirche wechselte. Die Pfarrei St. Marien umfasste zur Gründungszeit das Gebiet rechts der Aare mit den später abgesonderten Pfarreien Guthirt Ostermundigen, St. Franziskus Zollikofen und Heiligkreuz-Tiefenau.
Gemäss Dekret des Grossen Rats vom 8. März 1939, erhielten die drei Stadtpfarreien von Bern Dreifaltigkeit, St. Antonius und St. Marien den Status einer staatlich anerkannten Kirchgemeinde und wurden zur «Römisch-katholischen Gesamtkirchgemeinde der Stadt Bern und des ihr angeschlossenen Kantonsgebietes».

## Baubeschreibung

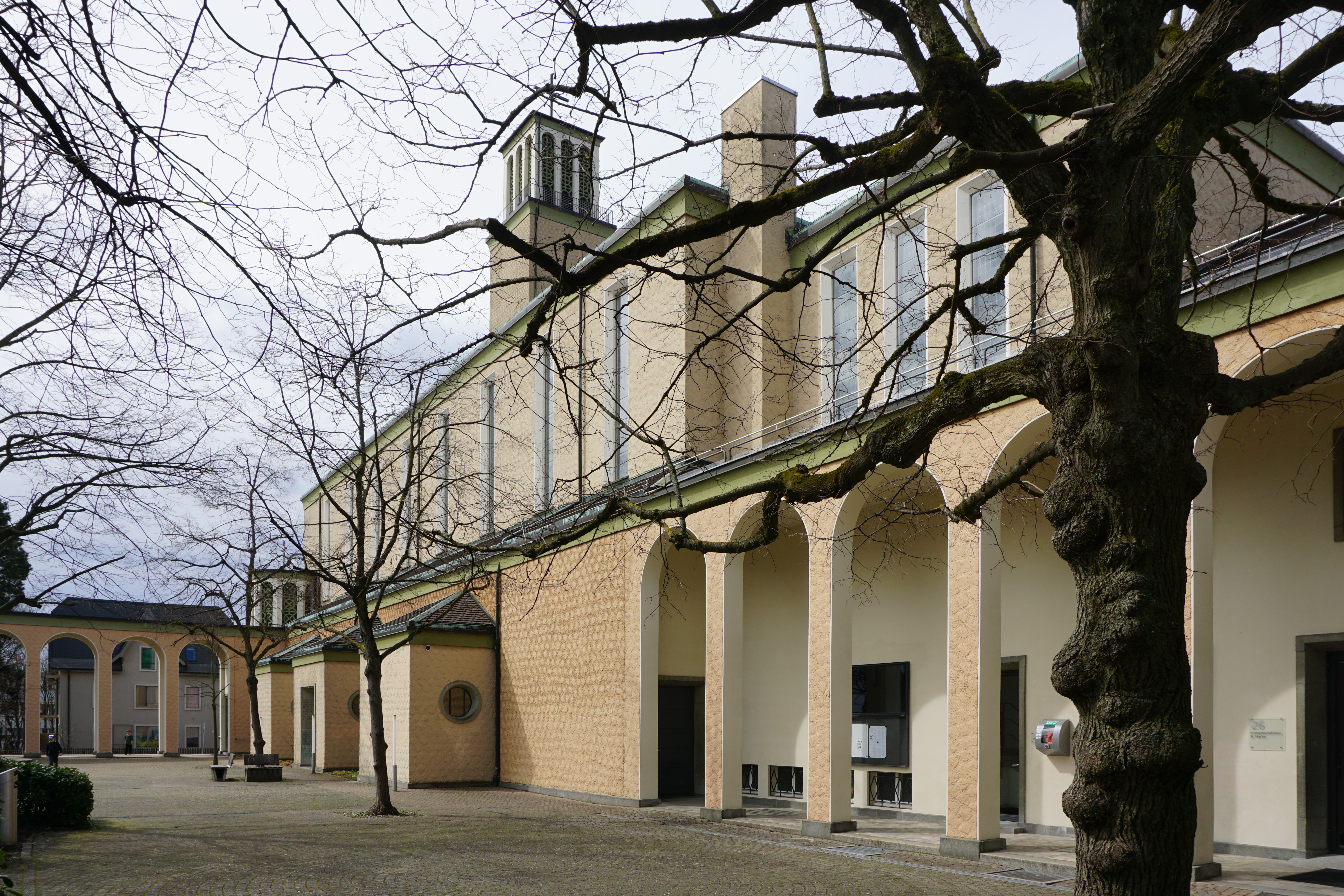
St. Marien, Hofseite

Die Wände des Rohbaus wurden mit Kalksandstein-Mauerwerk zwischen dem Betonskelett ausgefacht. Alle aussen sichtbaren Wände sind mit einem beige-bräunlichen Kellenstrichputz überzogen. Für die Konstruktion der Kassettendecke verwendete man ein Lehrgerüst, das laufend vorgeschoben wurde. Die Kirche misst in der Länge 49,1 Meter und in der Gesamtbreite 22,3 Meter. Östlich ist am Chor der Gemeindesaal angebaut und damit beträgt die gesamte Seitenlänge 64 Meter. Über dem westseitigen Haupteingang zwischen Turm und Baptisterium besteht ein mit drei Rundbogen-Arkaden offener Vorbau. Die darüber aufsteigende Westfassade wird durch das grosse Rundfenster mit kubischer Rippenunterteilung in Form eines «M» aufgelockert. Die beiden westlichen Seiteneingangspforten erschliessen den Quergang zwischen Haupteingang und Innenwand der Kirche. Diese doppelte Wandanordnung ermöglichte dem Architekten darüber eine tiefe Empore für Orgel und Sängerchor mit freitragender runder Brüstung zu bauen. Die Relief-Einfassung der Portale aus Kunststein gestaltete der Genfer Bildhauer François Baud in Zusammenarbeit mit Gaston Faravel. Sie stellen Szenen aus dem Marienleben dar: Am Hauptportal der Tempelgang, Mariens Tod unter den herbeigerufenen Aposteln, die Himmelfahrt und die Krönung Mariens; am rechten Seitenportal Verlobung und Verkündigung, Besuch bei Elisabeth und die heilige Familie darüber eine Weihnachtsdarstellung; über dem linken Seitenportal allein eine Pietà. Die beiden Portale zum Mittelschiff sind nur mit Ornamentreliefs verziert. Am achteckigen Aufbau des Baptisteriums sind mit Transennen verkleidete Öffnungen wie auch an der Glockenstube zu sehen. Ein langer Arkadenportikus verbindet die Kirche vom Eingangsbereich mit dem südlich gelegenen, 1964 von Walter Bitter gebauten Pfarrhaus. Ein ähnlicher Bogengang hätte nach nicht ausgeführtem, ursprünglichem Plan gleich einem Kreuzgang das ganze südöstlich gelegene Grundstück umfassen sollen. Eine breite Freitreppe begleitet die Arkaden und bildet einen festlichen Empfangsbereich zur Kirche.

### Kirchturm und Glocken
Der 41 Meter hohe, schmucklose Kirchturm mit quadratischem Querschnitt von 5,70 Metern Kantenlänge wurde in nur 15 Tagen bis zur Glockenstube hochgebaut. Dabei wurde das damals neuartige Verfahren der Gleitschalung in der Schweiz erstmals angewendet. Dabei musste die Schalung kontinuierlich mit Winden hochgezogen und in Tag- und Nachtschichten betoniert werden, um eine ununterbrochene Materialschichtung zu erreichen. Der Turm ist an der Westecke der Hauptfassade angeordnet und die Treppe in seinem Inneren dient auch als Zugang zur Empore. Die aufgesetzte Glockenstube weist allseitig drei Rundbogenöffnungen über schlanken Stelzen auf und ist mit einem flachen Walmdach abgeschlossen.
Das am 17. Mai 1936 geweihte Geläute mit den 5 Glocken in B° – des‘ – es‘ – f‘ – as‘ goss 1936 die Firma Rüetschi Aarau. Die ursprüngliche Stimmung wurde in den 1960er Jahren zwecks Harmonisierung dem Stadt-Berner Geläute angepasst. Das Gesamtgewicht aller 5 Glocken beträgt gemäss dem 1968 erstellten Glockenverzeichnis der Giesserei Rüetschi 7‘370 kg.

### Innenraum und künstlerische Ausstattung

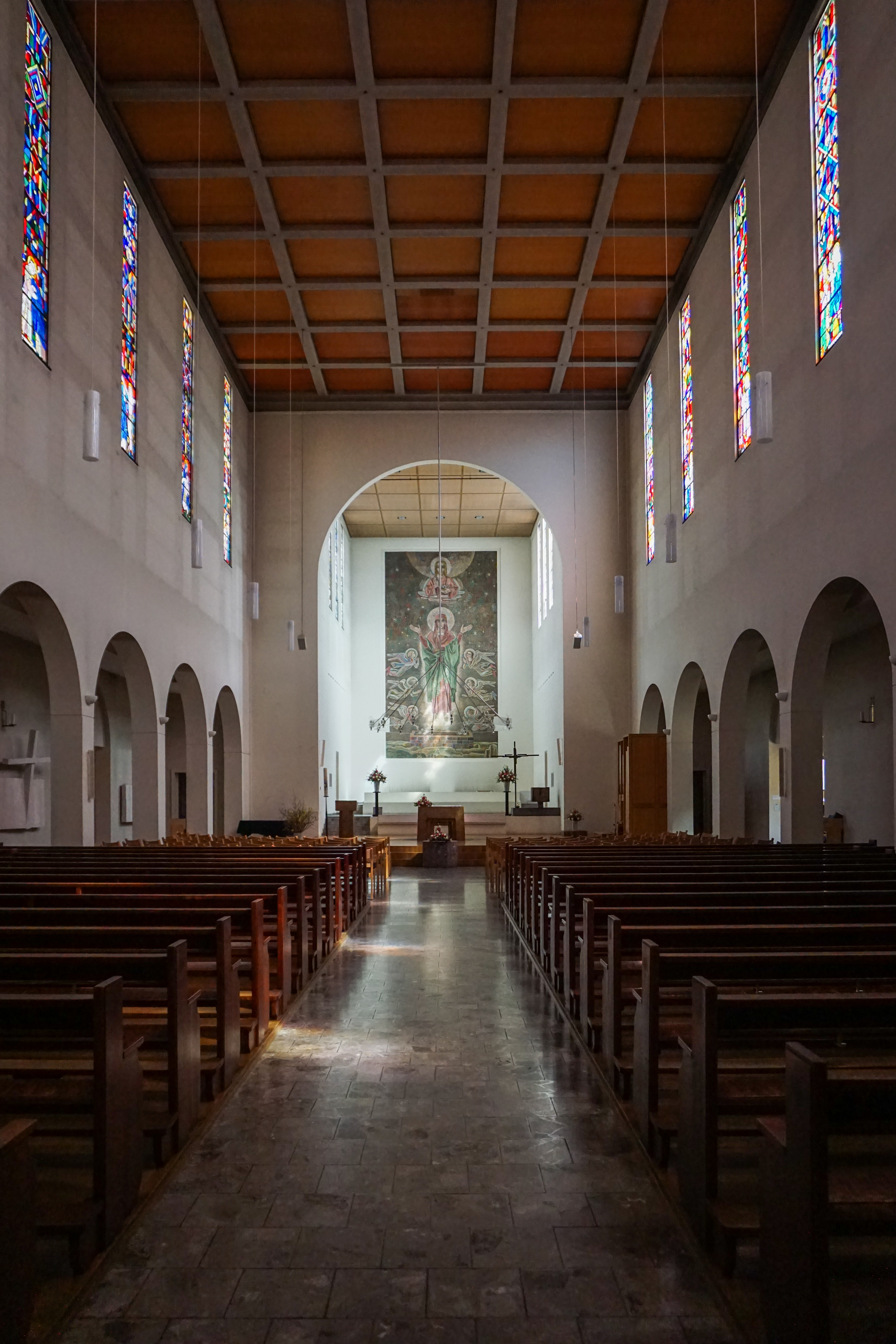
Im Mittelschiff, der Weg zum Altar

Dem Langhaus sind niedrige Seitenschiffe mit je drei Kapellenanbauten beigefügt. Durch die hohen rechteckigen Fenster im Obergaden der Scheidewände beleuchtet Tageslicht den über 14 Meter hohen Raum. In dem nach herkömmlicher Art als Wegkirche gebauten Gotteshaus werden die Besucher vom Hauptportal durch den Mittelgang zum Hauptaltar im Chor und seitlich unter den Bogenarkaden zu den Seitenaltären geführt. Für die Altarrückwand im Chor gestaltete Albin Schweri aus Ramsen 1937 ein Glasmosaikbild, das die Himmelfahrt Mariens darstellt. Als weiteres Werk Schweris sind Die sieben Freuden und Schmerzen Mariens als Glasmalereien in den Rundfenstern der Seitenkapellen eingefügt. Von Alois Spichtig aus Sachseln besitzt die Kirche im linken Seitengang den Kreuzweg. Die als Hauptwerk des Künstlers bezeichneten Reliefs stellen auf fünf hellen Holztafeln die Verurteilung Jesu, den Kreuzweg und zuletzt in der Seitenkapelle die Kreuzigung dar. Im Auftrag von Alois Spichtig gestaltete der Holzbildhauer Reto Odermatt aus Flüeli-Ranft zum Kreuzweg passend einen neuen Marienaltar in einer rein-weiss gehaltenen Seitenkapelle. Vor der kreuzförmigen Rückwand mit einem Sternrelief im oberen Schenkel hält eine Marienbüste das stark mit ausgebreiteten Armen abstrahierte Jesuskind. Auf den Querschenkeln ist das Magnificat links lateinisch und rechts in deutscher Übersetzung geschrieben. Die Glasfenstermalereien der Obergadenfenster sind von Leo Steck aus Davos 1948–1953 gestaltet worden, und mit ihm besorgte der Berner Louis Halter die Kunstglaserarbeiten. Die Glasfüllung der Westrose wurde zusammen mit der Orgel 1946 eingebaut und zeigt Mariä Verkündigung von Alfred Gloor; die Scheiben wurden 2016 restauriert und die Schutzverglasung erneuert. Nach dem Zweiten Vatikanischen Konzil wurden die Seitenaltäre entfernt und 1998 der Chorbereich umgestaltet. Bei der Umgestaltung von 1998 wurde der Altartisch aus dunklem Marmor vor dem leeren Chorraum auf einem halbrunden Edelholzpodest aufgestellt. Kreuzförmige Marmorbänder, in deren Zentrum der Altar steht, führen zum Ambo und zu einem flachen Wasserbecken vor dem Mittelgang. Anstelle der bis zur Mitte des Schiffs entfernten Kirchenbänke sind Stühle in halbrunden Reihen angeordnet. An der rechten Chorschranke stehen auf einem Podest der Tabernakel und das grosse Kreuz, von Othmar Zschaler (* 1930), Bern, 1969 geschaffen.

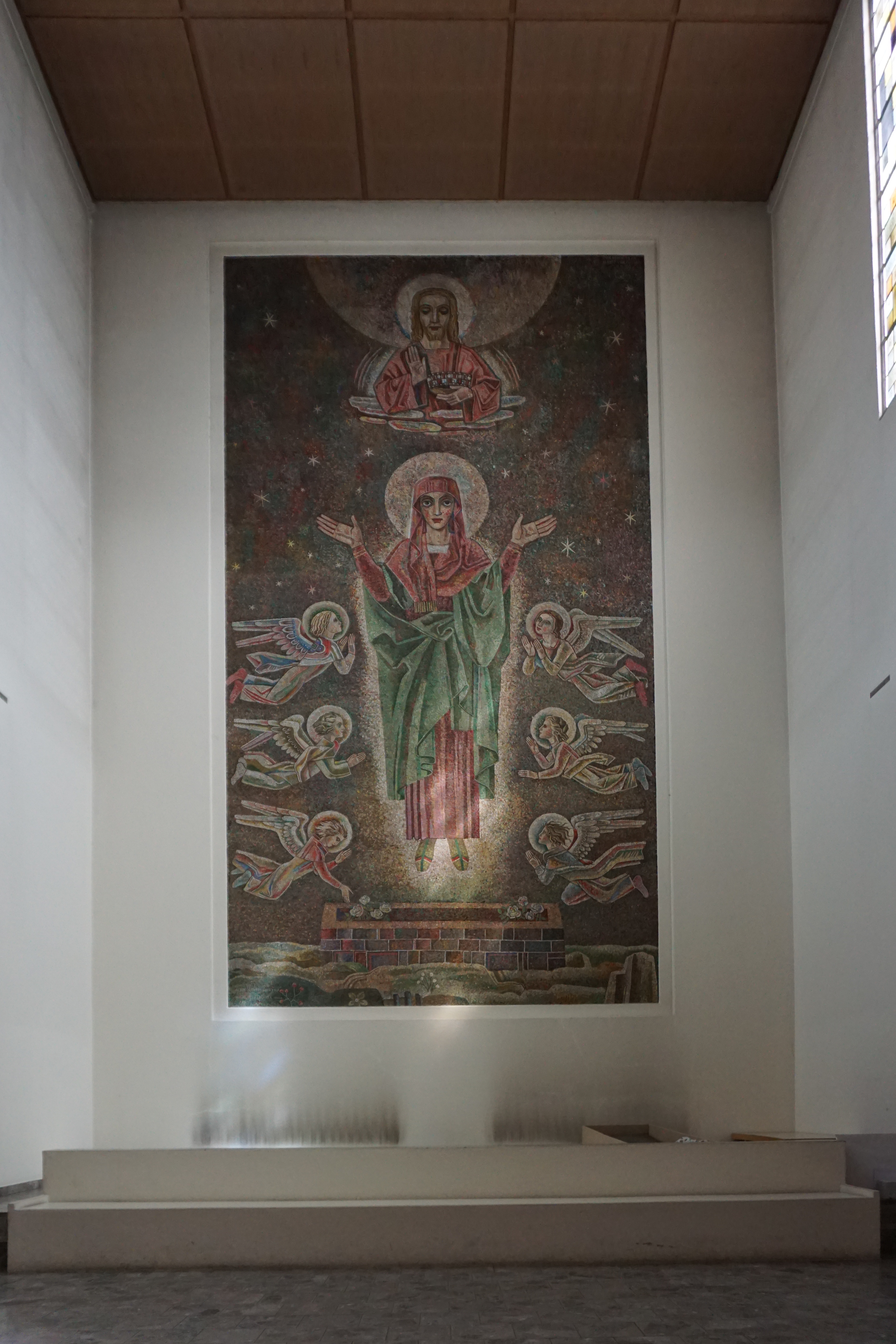
Maria Himmelfahrt, Mosaikbild von Albin Schweri
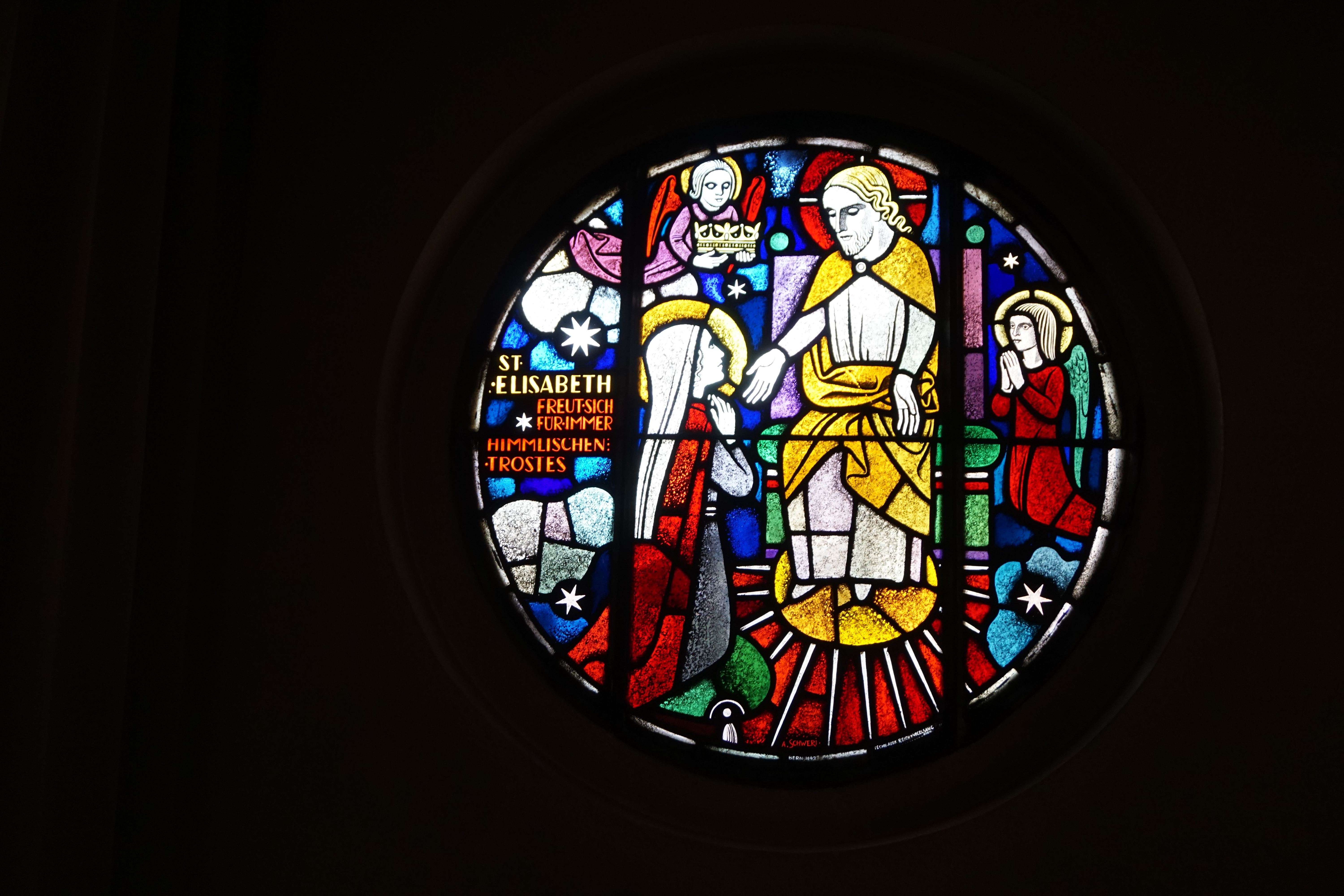
Maria im Himmel gekrönt, Seitenkapelle, Albin Schweri
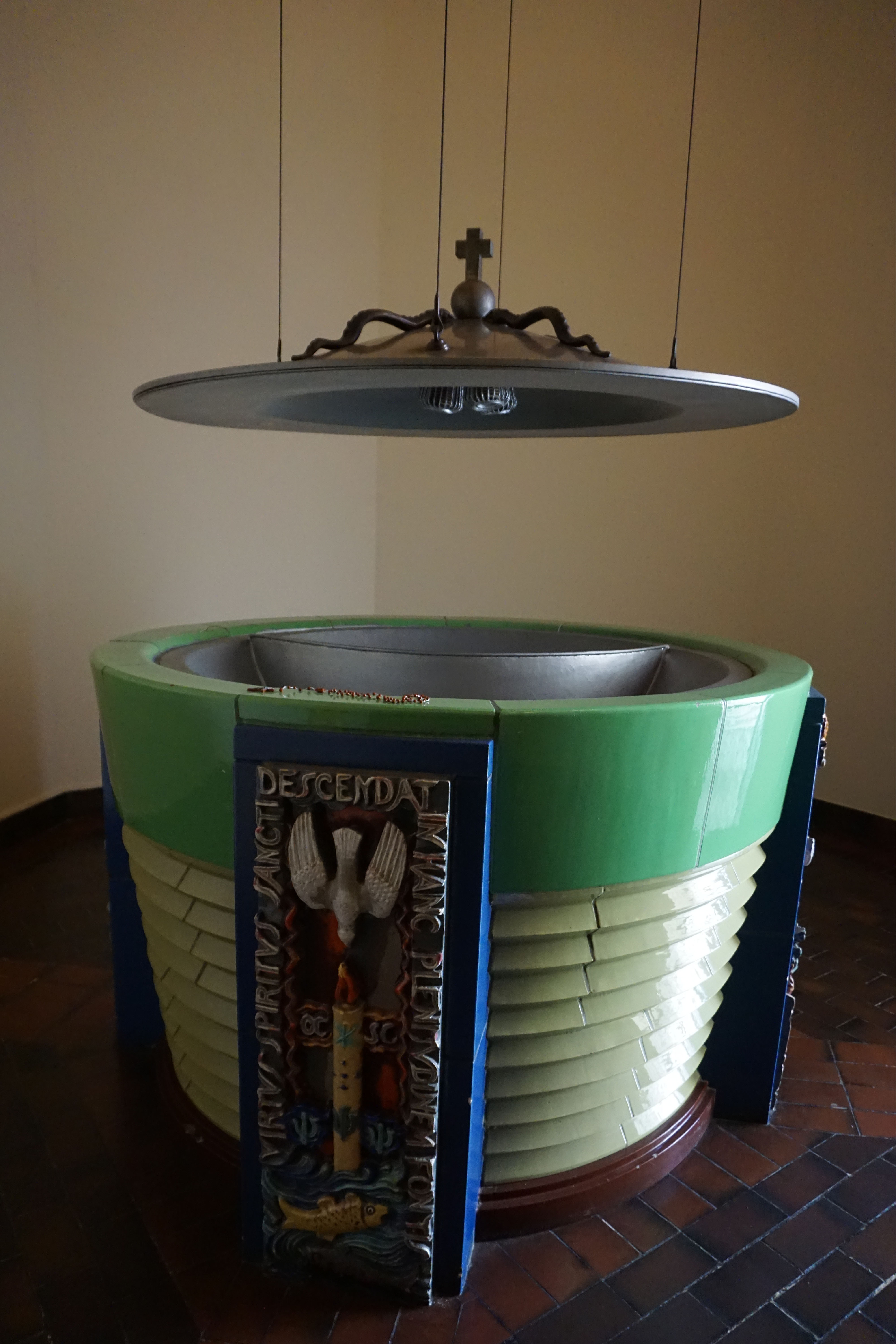
Taufstein
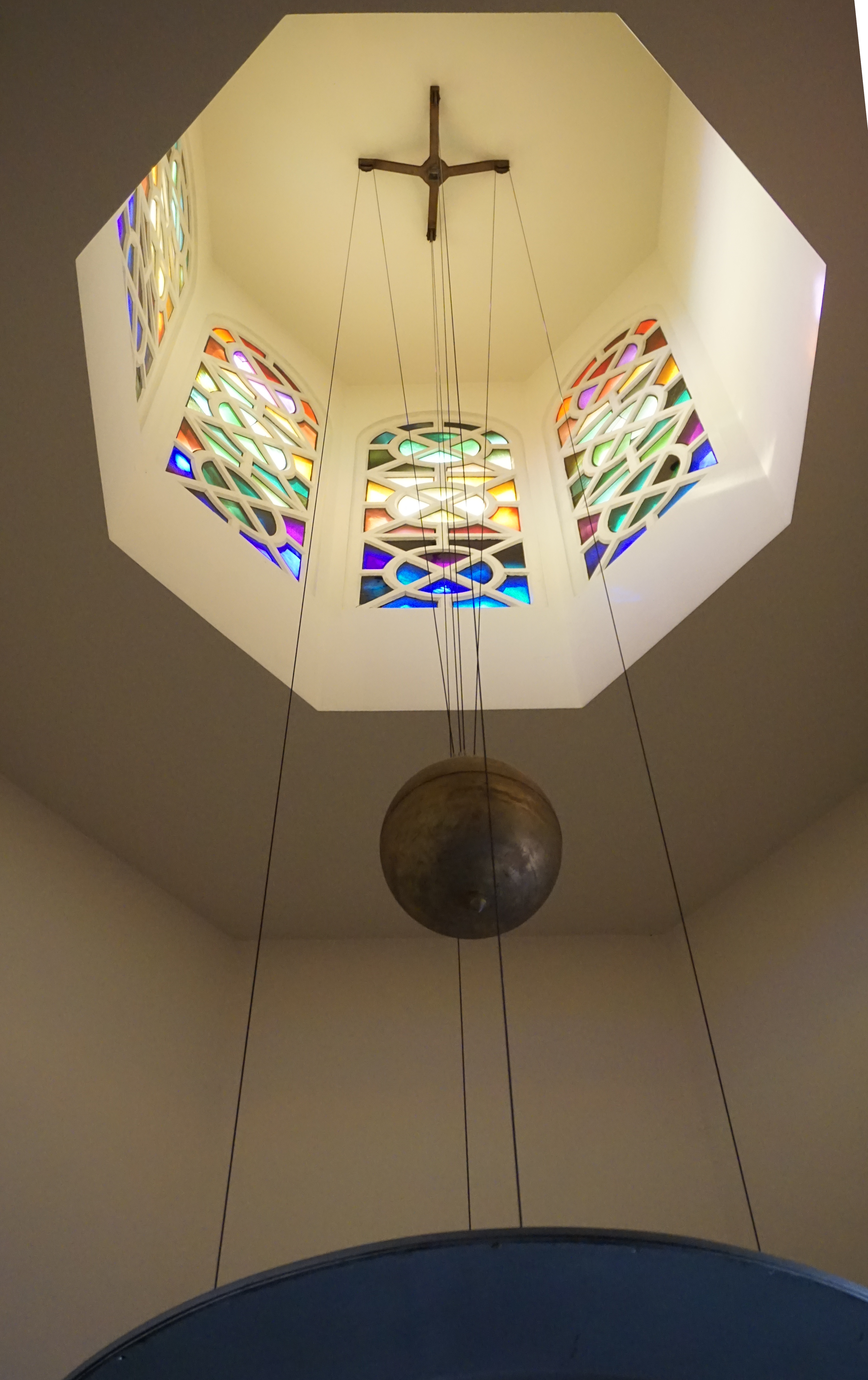
Laterne der Taufkapelle
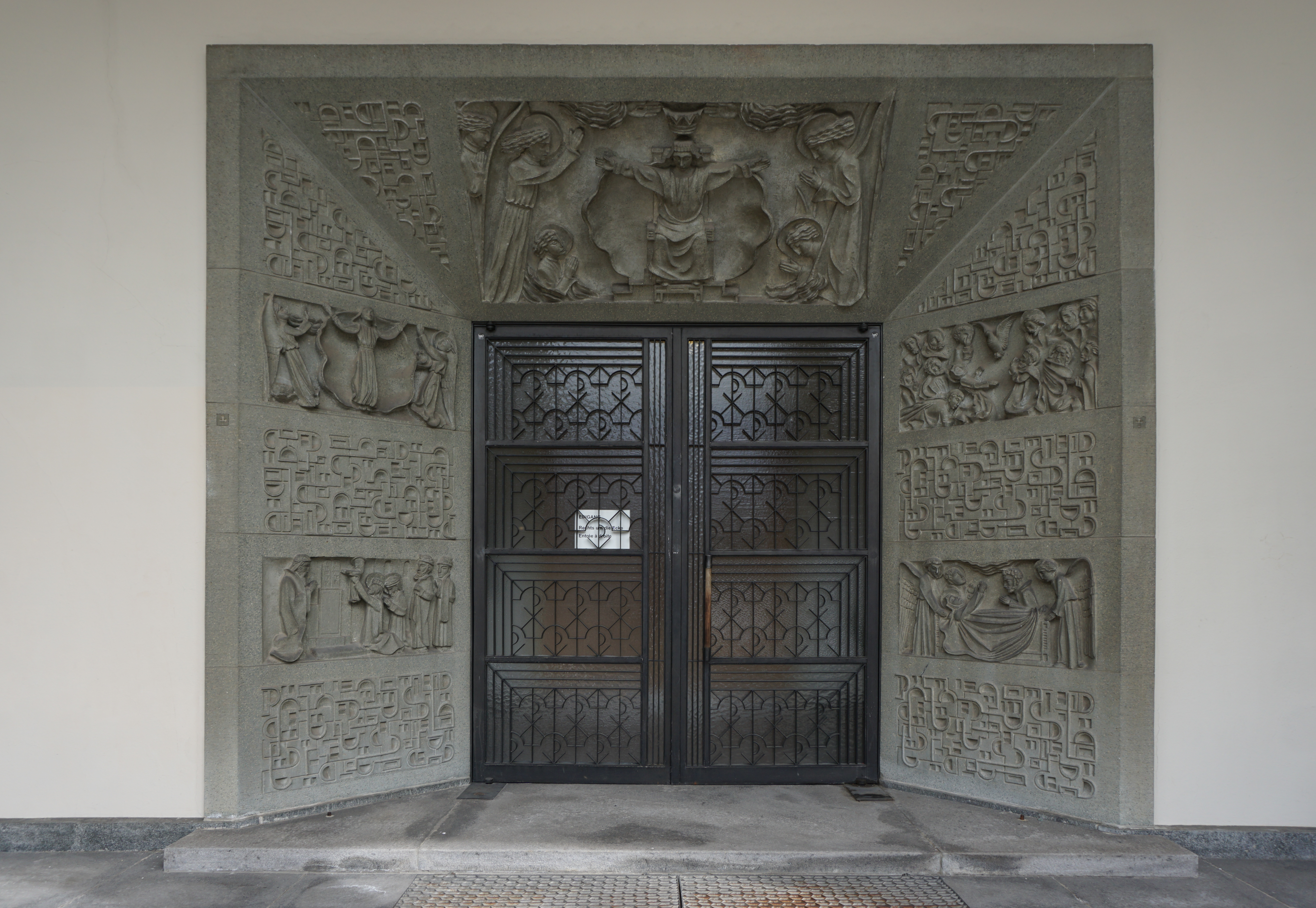
Hauptportal
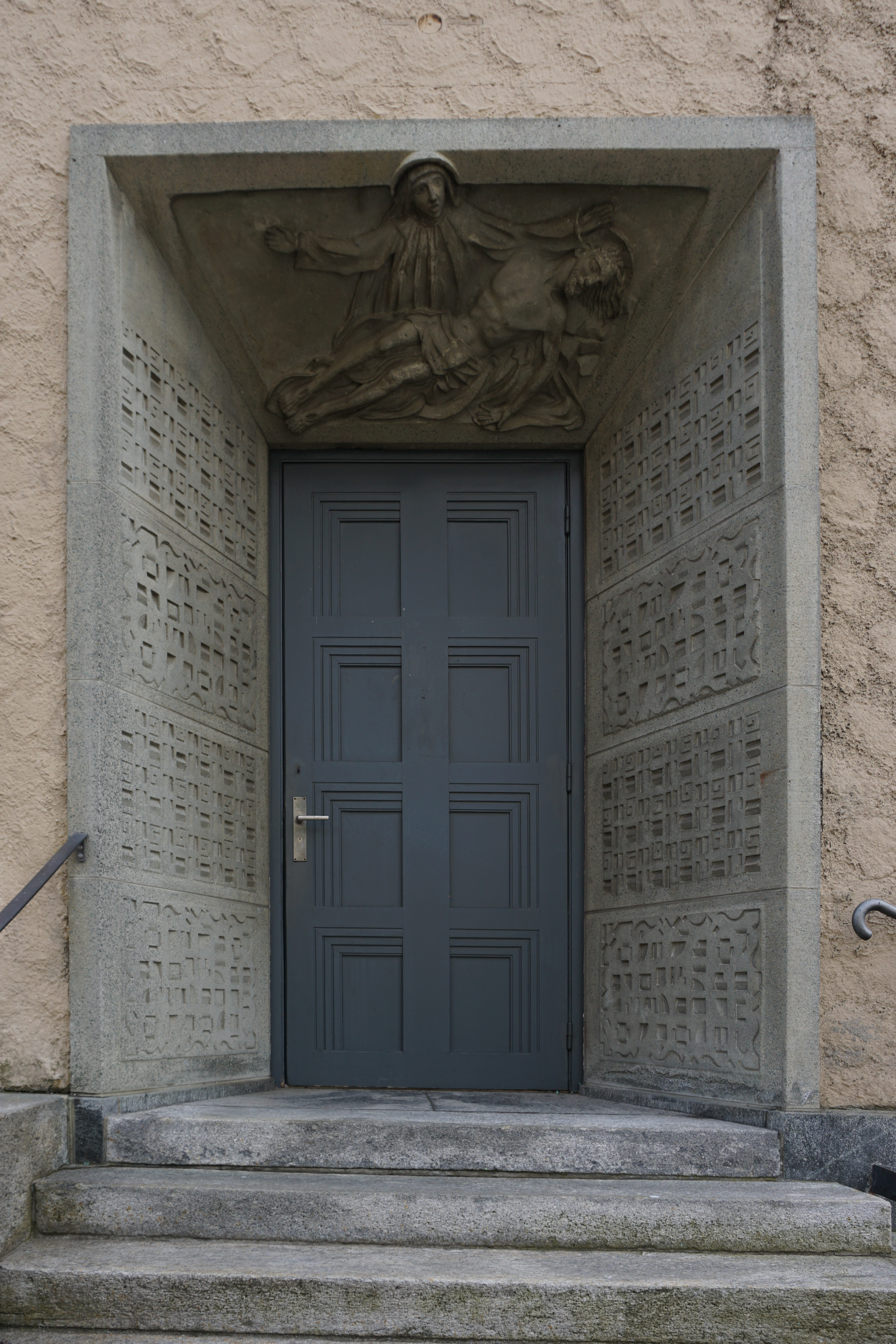
Linkes Seitenportal mit Pieta
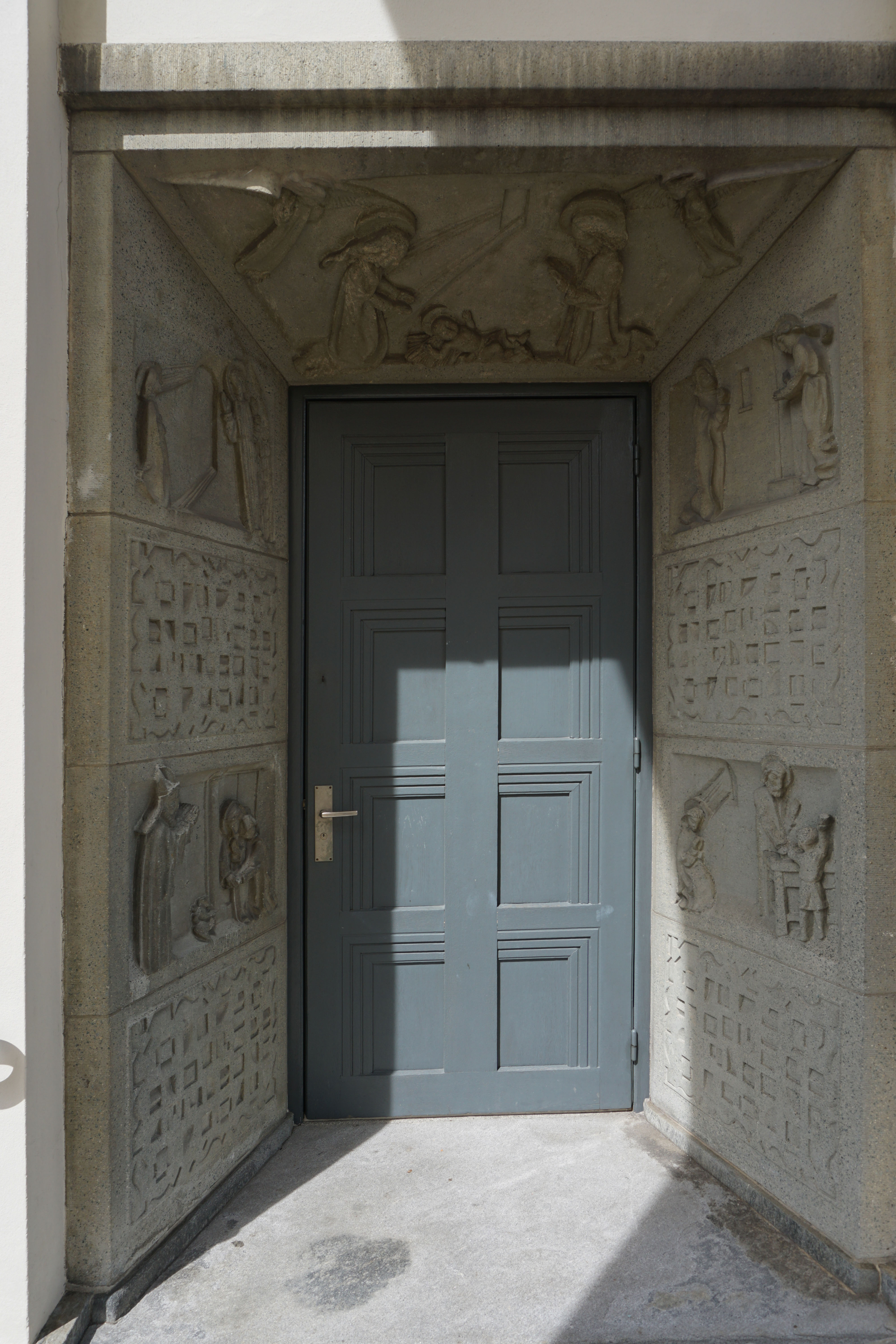
Seitenportal mit Marienleben

### Baptisterium
Der achteckige Raum öffnet sich in der Decke zu einer achteckigen Laterne. Das Licht fällt durch bunte Glasscheiben auf den mit Gegengewichtszug angehobenen Bronzedeckel des Taufsteins. Dieser ist aus mehrfarbiger Keramik ringförmig aufgebaut und durch vier schmale Relieftafeln mit biblischen Wasserszenen gestützt. Ebenfalls ein Werk der Künstler François Baud und Gaston Faravel.

## Orgeln

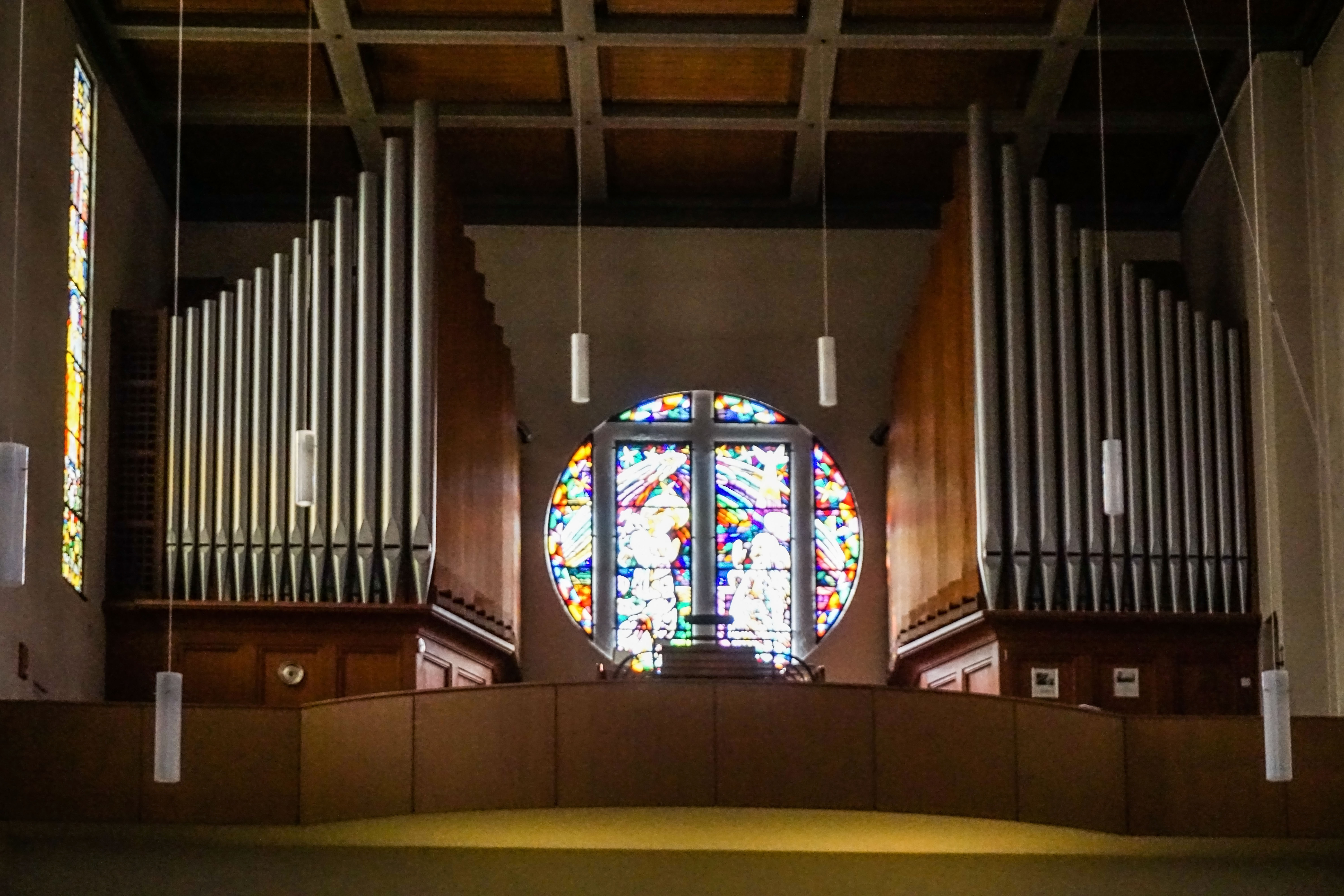
Hauptorgel

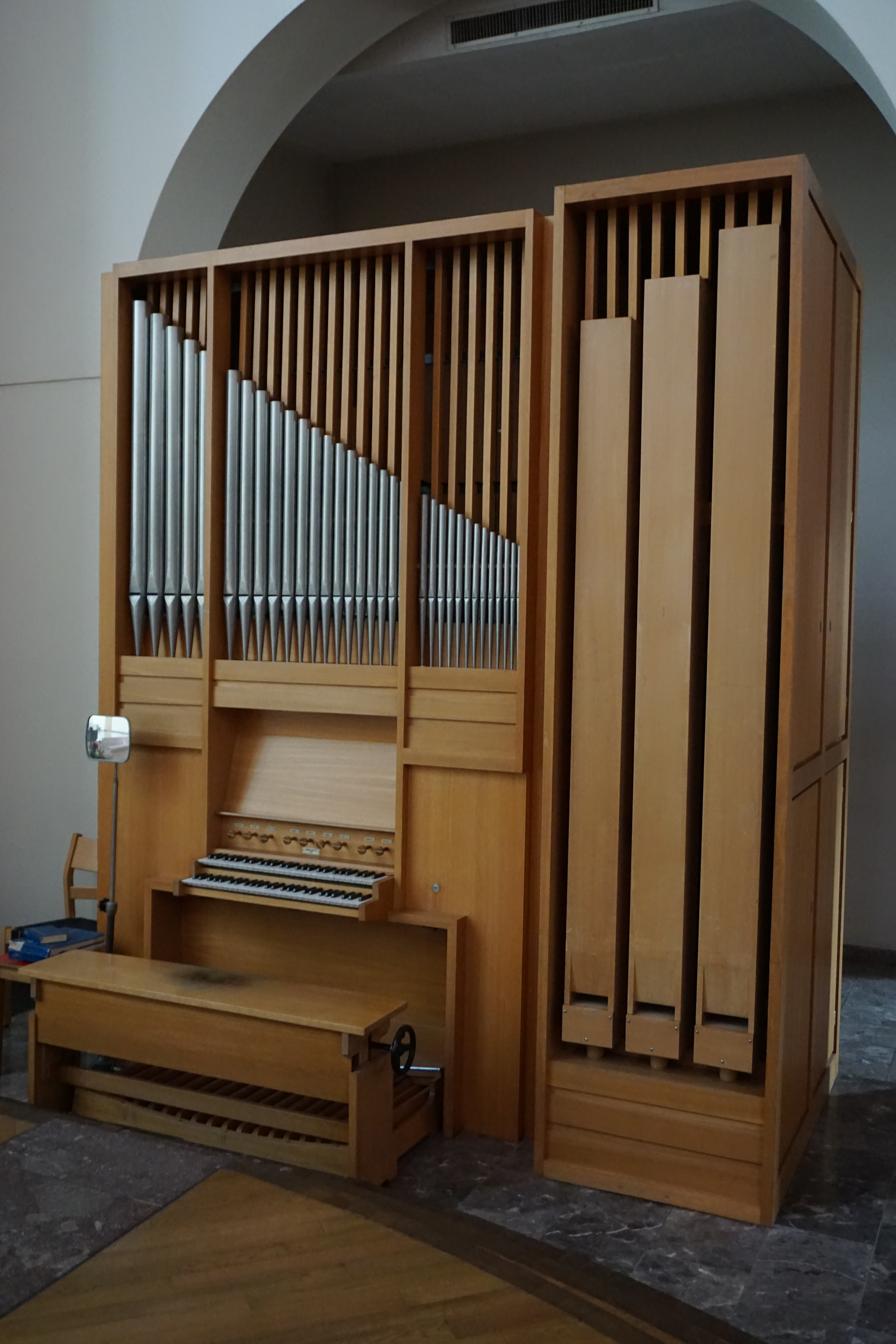
Ehemalige Chororgel

### Hauptorgel
In den ersten Jahren wurde zur Begleitung von Chor und Gemeinde ein Harmonium benutzt. Erst dreizehn Jahre nach der Einweihung erhielt die Kirche am 20. Oktober 1946 ihre heutige Orgel. Sie wurde durch Orgelbau Kuhn AG, Männedorf, erbaut und besitzt heute 44 Register und drei Transmissionen auf drei Manualen und Pedal. Die zweiteilige Anordnung des Instruments lässt das Rundfenster der Westfassade frei. Die Register (ausgenommen die Pedalzungen) sind chromatisch auf die weit auseinander liegenden C- und Cis-Seiten verteilt, wobei die beiden 16'-Pfeifen Kontra-C bzw. -Cis mit Überlängen die vorderen Ecken bilden. In der Mitte der Emporenbrüstung befindet sich der Spieltisch in einiger Distanz zu den Orgelkörpern. Das Pfeifenwerk steht auf Schleifladen, die ursprünglich durch elektropneumatische Trakturen und mechanische Vorgelege betätigt wurden. 1960 konnte das Register Voix céleste nachträglich eingebaut werden. 1976 erfolgte eine erste Generalrevision mit Neuintonation. Weitere grössere Revisionen folgten 1995/97 und 2008. 2016 ersetzte die Firma Kuhn die elektropneumatischen Trakturen durch rein elektrische. Bei dieser Gelegenheit erhielt das Instrument Suboktavkoppeln und eine 32'-Transmission sowie eine leistungsfähige Setzeranlage.
| I Hauptwerk C–g3 |     |
| Principal        | 16′ |
| Principal        | 8′  |
| Flöte            | 8′  |
| Bourdon          | 8′  |
| Octav            | 4′  |
| Rohrflöte        | 4′  |
| Superoctav       | 2′  |
| Mixtur VI–VIII   | 2′  |
| Cornett V        | 8′  |
| Zinke            | 8′  |
| Clairon          | 4′  |

| II Positiv C–g3 |       |
| Suavial         | 8′    |
| Gedackt         | 8′    |
| Quintatön       | 8′    |
| Principal       | 4′    |
| Gedecktflöte    | 4′    |
| Octave          | 2′    |
| Flageolet       | 2′    |
| Larigot         | 1 ⁄3′ |
| Mixtur III–V    | 1′    |
| Krummhorn       | 8′    |

| III Schwellwerk C–g3 |        |
| Rohrflöte            | 16′    |
| Principal            | 8′     |
| Rohrflöte            | 8′     |
| Salicional           | 8′     |
| Voix céleste         | 8′     |
| Octav                | 4′     |
| Nachthorn            | 4′     |
| Quinte               | 2 ⁄3′  |
| Waldflöte            | 2′     |
| Terz                 | 1 3⁄5′ |
| Mixtur VI            | 1 ⁄3′  |
| Scharf IV            | 2⁄3′   |
| Trompette harm.      | 8′     |
| Clairon              | 4′     |
| Tremulant            |        |

| Pedal C–f1           |     |
| Bourdon (Transmiss.) | 32′ |
| Principalbass        | 16′ |
| Subbass              | 16′ |
| Gedacktbass (Trans.) | 16′ |
| Principal            | 8′  |
| Spillflöte           | 8′  |
| Gedackt (Transmiss.) | 8′  |
| Octav                | 4′  |
| Mixtur V             | 4′  |
| Posaune              | 16′ |
| Trompete             | 8′  |
| Clairon              | 4′  |

- Koppeln: III/III Sub, III/II Sub, III/I Sub, III/II, III/I, II/I, III/P, II/P, I/P

### Chororgel
Von Herbst 2015 bis Frühjahr 2019 stand unter dem vordersten rechten Seitenbogen als private Leihgabe eine Chororgel. Das Instrument war 1968 von Orgelbau Genf AG für einen anderen Standort erbaut worden. Es besass 9 Register auf zwei Manualen und Pedal; Spiel- und Registertraktur waren rein mechanisch (Schleifladen).